# Vittorio Vidali
Vittorio Vidali (Muggia, 27 settembre 1900 – Trieste, 9 novembre 1983) è stato un politico e antifascista italiano.
Conosciuto anche come Vittorio Vidale, Enea Sormenti, Jacobo Hurwitz Zender, Carlos Contreras, "Comandante Carlos", fu convinto assertore della linea politica strategica internazionale impostata da Stalin e legato ai servizi segreti sovietici. Fu promotore del V Reggimento e poi anche delle Brigate internazionali durante la guerra civile spagnola e, nel dopoguerra, parlamentare della Repubblica Italiana eletto nelle file del PCI.

## Biografia

### Prima del Fascismo
Estremamente attivo, fin da giovanissimo, come militante politico dell'ala massimalista dei socialisti, nel 1921 fu tra i fondatori della federazione giovanile del Partito Comunista d'Italia e fra gli organizzatori degli Arditi rossi di Trieste comandati da Vittorio Ambrosini. Nel suo dossier, stilato dalla polizia fascista, venne definito un "bolscevico". Abbandonò il paese dopo l'ascesa al potere di Benito Mussolini avvenuta il 28 ottobre 1922. I servizi informativi fascisti continueranno a registrare i suoi movimenti anche come esule all'estero, nel tentativo di organizzarne la cattura o l'eliminazione. In un rapporto segreto del SIM (il controspionaggio del Regio Esercito) redatto nel 1938 e rinvenuto presso l'Archivio di Stato, si afferma riguardo alla sua attività nella guerra civile spagnola:

Con il padre operaio nei cantieri San Marco di Trieste, egli trascorse la sua giovinezza e svolse la sua attività sovversiva in detta città; prese parte ai moti del 1920 nel cantiere San Marco; si recò poi in Germania, ad Algeri, ed infine a New York dove divenne amico di Bartolomeo Vanzetti; organizzò, nel 1926, in America il 1º congresso antifascista; continuando i suoi viaggi si recò in Russia e poi in Messico..

### I servizi per il Comintern
Si trasferì nel 1923 a Mosca, dove fu arruolato nell'NKVD e si fece conoscere per la sua intensa attività sentimentale; un'attitudine che gli procurò un richiamo ufficiale da parte dei suoi superiori (Cacucci 1999). Usando il Soccorso Rosso Internazionale come copertura, il Comintern lo inviò negli anni '20 in Messico per disciplinare il Partito Comunista Messicano. Lì iniziò la sua relazione con la fotografa e militante comunista italiana Tina Modotti, amica di Diego Rivera.

#### L'omicidio di Julio Mella in Messico
Si disse che l'interesse di Vidali per la Modotti fosse collegato all'omicidio del suo amante, Julio Antonio Mella, uno dei fondatori del Partito Comunista di Cuba, mentre secondo altri l'esecutore dell'omicidio fu Lòpez Baliña. L'assassinio fu organizzato da Magriñat ed il mandante fu Gerardo Machado. Mella era fuggito dalla dittatura di Gerardo Machado per unirsi, seppur brevemente, al Partito Comunista Messicano.
Alcuni omicidi politici, talvolta di altri comunisti, sono stati attribuiti alla "mano sanguinaria" di Vidali. Il volto del famoso agente è stato impresso anche nel murales The Arsenal di Diego Rivera. Infatti, sull'estrema destra del murale c'è Tina Modotti che porta un cinturone di munizioni e guarda innamorata Julio Antonio Mella, mentre il volto di Vidali, parzialmente nascosto, fissa sospettosamente da sotto un cappello nero come se scrutasse oltre le sue spalle. Che Mella fosse stato assassinato da Vidali era avvalorato dal fatto che Mella era stato espulso dal partito per essersi associato con i trotskisti, fatto ovviamente non gradito a Vittorio Vidali, fedele alla politica del periodo del Comintern stalinista e quindi avverso ai trotskisti.
La posizione ufficiale del governo cubano castrista è che Mella venne ucciso su ordine di Machado, ma è ampiamente riconosciuto che Tina Modotti era un'operativa stalinista in numerosi paesi, compresa Cuba, per cui a Cuba stessa circolano ancora voci che fosse Vidali il responsabile dell'assassinio di Mella, data la difficoltà di movimento senza crear sospetti che avrebbero avuto gli uomini di Machado a Città del Messico. Secondo Abers (2002), ad aggiungersi al mistero ci sarebbero Magriñat e lo stesso Rivera (appena tornati da Cuba) che avevano avvertito Mella del pericolo che stava correndo.

### La guerra civile spagnola
Vidali, assieme alla Modotti, nel luglio 1936 lasciò la Russia alla volta della Spagna sconvolta dalla Guerra Civile, per combattere sul fronte repubblicano, nell'ambito del quale organizzò il V Reggimento, noto anche come reggimento di acciaio, che diventerà una delle unità combattenti più efficienti e motivate fra i ranghi delle forze antifranchiste.
La lotta all'interno delle Brigate Internazionali tra le frange staliniste e quelle trotzkiste ebbe in Vidali uno dei suoi esponenti più noti. Da qui le voci sulla sua partecipazione agli omicidi di molti antistalinisti, in collaborazione con l'agente della GPU Iosif Grigulevich, cosa possibile visti gli accadimenti del periodo ma basati su congetture. D'altronde nella Spagna Repubblicana molte delle "morti accidentali" di attivisti di sinistra, specialmente di quelli del POUM o di anarchici (fra cui Andrés Nin, capo del POUM e Camillo Berneri), avvennero per mano degli stalinisti: per quanto non vi siano prove definitive, permangono sospetti che Vidali sia stato implicato in questi omicidi o ne fosse a conoscenza, pur dovendosi ricordare che in tal senso operavano in quel momento non solo gli agenti di Mosca ma anche lo spionaggio tedesco, gli agenti di Franco e organizzazioni come l'OVRA. Su questi fatti Vidali ha sempre smentito ogni addebito.
Nel marzo 1939 fuggì dalla Spagna, e su un piroscafo arrivò negli Stati Uniti. Poco dopo si trasferì in Messico.

### Ritorno in Messico
Alcuni, tra cui Diego Rivera, affermano il coinvolgimento di Vidali, rientrato in Messico e ancora legato a Tina Modotti, nel tentativo di assalto alla residenza di Trotsky a Città del Messico, dove questi era rifugiato, insieme con Grigulevich e il pittore messicano David Alfaro Siqueiros, avvenuto il 24 maggio del 1940. Tuttavia non si è mai potuto dimostrare che Vidali avesse responsabilità in merito e nel successivo assassinio di Trotsky, avvenuto poi il 20 agosto per mano dell'infiltrato stalinista Ramón Mercader. La polizia messicana lo ritenne coinvolto nell’assassinio di Trotsky e, nel marzo del 1941, lo arrestò e lo rinchiuse nel carcere di El Pocito alla periferia di Città del Messico. 
Questi fatti saranno contestati da Vidali, che affermerà in seguito:
(Tratto da Comandante Carlos, 1983)
Così come molti lo vollero coinvolto nella successiva morte della stessa Modotti nel 1942, ufficialmente per infarto. L'anno successivo sposò una messicana, da cui ebbe un figlio..

### Nel Parlamento italiano
Vittorio Vidali tornò nel 1947 in Europa, nel Territorio Libero di Trieste, per diventare segretario generale del Partito Comunista del Territorio Libero di Trieste. In funzione antititoista, fece assumere al PCTLT posizioni marcatamente anti-jugoslave che portarono ad una forte assimilazione dell'elemento sloveno presente all'interno del PCTLT di Trieste, dal 1949 fu anche consigliere comunale di quella città.
Dopo che sul giornale Il Lavoratore Vidali aveva affermato ancora una volta la necessità della "scomunica" del 1948 a Tito, nel 1952 partecipa a Praga al processo contro Slansky come teste d'accusa.
Con il ritorno nel 1954 di Trieste all'Italia, fu segretario di quella Federazione autonoma del PCI.
Il 31 maggio 1955 la segreteria nazionale del PCI sconfessa l'operato del Segretario triestino.
Il PCI, che nel 1957 lo vide tra i membri del comitato centrale, lo candidò poi al Parlamento italiano ed egli fu eletto deputato nazionale per il Partito Comunista Italiano nel 1958, fino al 1963.
Nel 1963 fu rieletto, ma questa volta al Senato, in Friuli. Restò senatore fino al 1968.
Secondo Luigi Cardullo, direttore del carcere dell'Asinara tra il 1974 e il 1980, anni in cui erano detenuti diversi appartenenti alle BR, Vittorio Vidali sarebbe stato in contatto con alcuni di essi, col soprannome di "il Vecio", per organizzare un assalto alla struttura penitenziaria e liberarne i detenuti.

## Opere
- Prefazione a Karel Šiškovič-Mitko, La lotta contro il titofascismo. Relazione tenuta al III Congresso del Partito comunista del Territorio di Trieste, Trst, Delo, 1951.
- Lo sviluppo economico di Trieste e la questione nazionale, Roma, Istituto poligrafico dello Stato, 1953.
- Diario di Cuba o Patria o muerte, venceremos, Milano, Vangelista, 1973.
- La guerra antifascista, Milano, Vangelista, 1973.
- Diario del XX Congresso, Milano, Vangelista, 1974.
- Spagna lunga battaglia, Milano, Vangelista, 1975.
- Dal Messico a Murmansk, Milano, Vangelista, 1975.
- Il 5º reggimento, Milano, La Pietra, 1976.
- Giornale di bordo, Milano, Vangelista, 1977.
- Missione a Berlino, Milano, Vangelista, 1978.
- La caduta della repubblica, Milano, Vangelista, 1979.
- Tina Modotti: fotografa e rivoluzionaria, Milano, IE, 1979.
- Orizzonti di libertà, Milano, Vangelista, 1980.
- Ritorno alla città senza pace. Il 1948 a Trieste, Milano, Vangelista, 1982.
- Ritratto di donna. Tina Modotti, Milano, Vangelista, 1982.
- Comandante Carlos, Roma, Editori Riuniti, 1983. ISBN 88-359-2609-2.